# Vương Diên Chính
Vương Diên Chính (tiếng Trung: 王延政; bính âm: Wáng Yánzhèng) (m. 951?), còn gọi theo niên hiệu là Thiên Đức Đế (天德帝), gọi theo thụy hiệu là Phúc Cung Ý Vương (福恭懿王), hay Phú Sa Vương (富沙王) vào thời Mân, là quân chủ cuối cùng của nước Mân thời Ngũ Đại Thập Quốc. Năm 943, khi đang giao tranh với Vương Diên Hy trong nội chiến, Vương Diên Chính xưng là hoàng đế của nước Ân với căn cứ tại Kiến châu. Sau khi tướng Chu Văn Tiến giết Vương Diên Hy, rồi bản thân Chu Văn Tiến lại bị ám sát, Vương Diên Chính tuyên bố tước hiệu hoàng đế của Mân. Thời gian ông trị vì tổng cộng kéo dài chưa đến ba năm, kết thúc khi nước láng giềng Nam Đường đem quân xâm chiếm và buộc ông phải đầu hàng.

## Thân thế
Cha của Vương Diên Chính là quân chủ khai quốc của Mân, Vương Thẩm Tri. Vương Diên Hy là huynh của ông, Diên Hy được ghi là con trai thứ 28 của Vương Thẩm Tri. (Tuy nhiên, do Vương Diên Chính không được đề cập trên bia mộ của phu nhân Nhâm Nội Minh của Vương Thẩm Tri, có lẽ ông sinh ra sau khi Nhâm phu nhân qua đời năm 918.)
Tháng 4 ÂL năm Tân Mão (931), Mân vương Vương Diên Quân đánh bại cuộc tiến công của Phụng Quốc tiết độ sứ Vương Diên Bẩm (nghĩa tử của Vương Thẩm Tri). Vương Diên Quân khiển sứ giả đến Kiến châu chiêu phủ bè đảng của Vương Diên Bẩm, song họ lại sát hại sứ giả và chạy sang Ngô Việt. Sang tháng 5 ÂL, Vương Diên Quân cho trảm Vương Diên Bẩm, khiển Vương Diên Chính đến Kiến châu để phủ úy lại dân.

## Chống lại Vương Diên Hy
Năm 939, Vương Diên Hy trở thành quân chủ của Mân (và đổi tên thành Vương Hy) sau khi Vương Sưởng bị lật đổ và sát hại. Sau khi trở thành quốc vương, Vương Hy kiêu dâm hà ngược, nghi ngờ ghen ghét tông tộc, khiến nhiều người oán giận. Vương Diên Chính nhiều lần dâng thư khuyến gián, tuy nhiên Vương Hy tức giận và viết thư lại mắng chửi Vương Diên Chính. Vương Hy khiển thân lại là Nghiệp Kiều (鄴翹) đến làm giám quân tại Kiến châu của Vương Diên Chính, và khiển Giáo luyện sứ Đỗ Hán Sùng (杜漢崇) đến làm giám quân ở Nam trấn lân cận. Nghiệp Kiều và Đỗ Hán Sùng báo lên Vương Hy các cáo buộc của họ rằng Vương Diên Chính làm việc mờ ám, hai huynh đệ tích thêm nghi ngờ thù ghét. Một ngày, Nghiệp Kiều và Vương Diên Chính nghị sự, hai bên có bất đồng, Nghiệp Kiều quát mắng Vương Diên Chính: "Công phản hả?", Vương Diên Chính tức giận và muốn trảm Nghiệp Kiều. Nghiệp Kiều chạy đến Nam trấn, Vương Diên Chính phát binh tiến công Nam trấn, đánh bại binh đồn trú tại đây. Nghiệp Kiều và Đỗ Hán Sùng chạy về thủ đô Phúc châu, quân biên thùy phía tây đều tan vỡ.
Tháng 2 ÂL năm Canh Tý (940), Vương Hy khiển thống quân sứ Phan Sư Quỳ (潘師逵) và Ngô Hành Chân (吳行真) đem bốn vạn binh đánh Vương Diên Chính. Quân của Phan Sư Quỳ đánh phía tây thành Kiến châu, quân của Ngô Hành Chân đánh phía nam thành Kiến châu, vượt sông lập doanh trại. Vương Diên Chính cầu cứu Quốc vương Tiền Nguyên Quán của Ngô Việt, đến ngày Nhâm Tuất (26) cùng tháng (6 tháng 4), Tiền Nguyên Quán khiển Ninh Quốc tiết độ sứ-Đồng bình chương sự Ngưỡng Nhân Thuyên (仰仁詮) và Nội đô giám sứ Tiết Vạn Trung (薛萬忠) đem bốn vạn quân cứu Vương Diên Chính. Ngày Mậu Thìn (2) tháng 3 (12 tháng 4), Phan Sư Quỳ phân binh ba nghìn lính, khiển Đô quân sứ Thái Hoằng Duệ (蔡弘裔) đem quân xuất chiến; Vương Diên Chính khiển tướng Lâm Hán Triệt (林漢徹) và những người khác đánh bại quân triều đình ở Trà Sơn, giết hơn nghìn lính. Ngày Đinh Sửu (11) cùng tháng (21 tháng 4), Vương Diên Chính mộ hơn một nghìn cảm tử sĩ, ban đêm bí mật vượt sông tiến vào trong lũy doanh trại của Phan Sư Quỳ, mượn gió phóng hỏa, trên thành đánh trống huyên náo tiếp ứng, Phan Sư Quỳ bị giết, quân Phúc châu tan vỡ. Ngày Mậu Dần hôm sau, Vương Diên Chính dẫn quân định đánh Ngô Hành Chân, tuy nhiên khi quân Kiến châu còn chưa vượt sông, Ngô Hành Chân cùng tướng sĩ đã bỏ doanh trại mà chạy, chết cả vạn người. Vương Diên Chính thừa thắng đoạt lấy hai thành Vĩnh Bình, Thuận Xương.
Sang tháng sau, Ngưỡng Nhân Thuyên đem quân đến Kiến châu, Vương Diên Chính dâng bò và rượu đến khao nhằm thỉnh quân Ngô Việt trở về, tuy nhiên Ngưỡng Nhân Thuyên không chấp thuận, lập doanh trại ở phía tây bắc của thành. Vương Diên Chính sợ hãi, lại khiển sứ xin Vương Hy xuất binh cứu. Vương Hy bổ nhiệm cháu là Tuyền châu thứ sử Vương Kế Nghiệp (王繼業) làm hành doanh đô thống, đem hai vạn quân đi cứu Vương Diên Chính, Vương Hy cũng viết thư trách Ngô Việt và khiển khinh binh cắt đứt đường vận lương của Ngô Việt. Đến khi quân Ngô Việt hết lương thực, tháng 5 ÂL, Vương Diên Chính khiển binh xuất kích, kết quả đại phá quân Ngô Việt, giết đến cả vạn lính. Đến ngày Quý Mùi (18) cùng tháng (26 tháng 6), Ngưỡng Nhân Thuyên triệt thoái.
Sau đó, Hoàng đế Lý Cảnh của Nam Đường khiển Khách tỉnh sứ Thượng Toàn Cung (尚全恭) đến Mân, hòa giải giữa Vương Hy và Vương Diên Chính. Tháng 6 ÂL, Vương Diên Chính khiển nha tướng và nữ nô mang thệ thư và hương lô đến Phúc châu, cùng Vương Hy thề ước ở Tuyên lăng (lăng mộ của cha Vương Thẩm Tri). Tuy vậy, sự nghi ngờ oán giận dữa hai người vẫn như cũ.
Tháng giêng năm Tân Sửu (941), Vương Diên Chính cho đắp thành Kiến châu, chu vi 20 lý, ông cũng thỉnh Vương Hi thăng Kiến châu làm Uy Vũ quân, và cho ông làm tiết độ sứ. Vương Hy lấy lý do Uy Vũ quân đặt tại Phúc châu, do vậy thăng Kiến châu làm Trấn An quân (鎮安), cho Vương Diên Chính làm tiết độ sứ, phong cho tước Phú Sa vương. Tuy nhiên, Vương Diên Chính tại đổi tên Trấn An thành Trấn Vũ (鎮武). Tháng 4 ÂL, Vương Hy nghi ngờ đệ là Đinh châu thứ sử Vương Diên Hỷ (王延喜) thông mưu với Vương Diên Chính, khiển tướng quân Hứa Nhân Khâm (許仁欽) đem ba nghìn quân đến Đinh châu để bắt Diên Hỷ đem về Phúc châu. Sau đó, do biết Vương Diên Chính gửi thư chiêu dụ Tuyền châu thứ sử Vương Kế Nghiệp, Vương Hy triệu Vương Kế Nghiệp về Phúc châu và ban chết, giết những con trai của Kế Nghiệp tại Tuyền châu.
Tháng 7 ÂL, Vương Hy tự xưng là Đại Mân hoàng, tiếp tục giao chiến với Vương Diên Chính, song cả hai bên đều có những trận thắng, vùng đất giữa Phúc châu và Kiến châu được mô tả là có rất nhiều xương người. Trấn Vũ tiết độ phán quan Phan Thừa Hựu (潘承祐) nhiều lần đề nghị ngưng binh hòa hảo, song Vương Diên Chính không nghe theo. Khi sứ giả của Vương Hy đến, Vương Diên Chính cho binh ra thị uy, nói những lời gay gắt mạo phạm với sứ giả. Tháng 10 ÂL, Vương Hy tức hoàng đế vị, Vương Diên Chính tự xưng là 'binh mã nguyên soái'.
Tháng 6 ÂL năm Nhâm Dần (942), Vương Diên Chính bao vây Đinh châu, Vương Hy phát 5 nghìn binh từ Tuyền châu và Chương châu đến cứu Đinh châu, đồng thời khiển các tướng Lâm Thủ Lượng (林守亮), Hoàng Kính Trung (黃敬忠), và Hoàng Thiệu Pha (黃少頗) tiến công Kiến châu nhân lúc Vương Diên Chính vắng mặt. Tháng 7 ÂL, Vương Diên Chính rút lui sau khi đánh 42 trận mà vẫn không chiếm được Đinh châu, các tướng của ông là Bao Hồng Thật (包弘實) và Trần Vọng (陳望) giao chiến và giết Hoàng Kính Trung. Lâm Thủ Lượng và Hoàng Kính Trung chạy về Phúc châu. Sang tháng 8 ÂL, Vương Hy khiển sứ đem chiếu, chín trăm kim khí, vạn xâu tiền, 640 tướng lại sắc cáo, cầu hòa với Vương Diên Chính, Vương Diên Chính không nhận.

## Hoàng đế của Ân
Tháng 2 ÂL năm Quý Mão (943), Vương Diên Chính xưng đế ở Kiến châu, đặt quốc hiệu là "Đại Ân", đại xá, cải nguyên Thiên Đức. Ông thăng Tương Lạc huyện thành Dong châu, thăng Diên Bình trấn thành châu. Ông lập Trương thị làm hoàng hậu, phổ nhiệm Phan Thừa Hựu làm Lại bộ thượng thư, bổ nhiệm Tiết độ tuần quan Dương Tư Cung (陽楊思) làm Binh bộ thượng thư. Không lâu sau, Vương Diên Chính bổ nhiệm Phan Thừa Hựu làm 'đồng bình chương sự', bổ nhiệm Dương Tư Cung làm 'bộc xạ'. Vương Diên Chính mặc 'giả bào' thị sự, song ông vẫn dùng lễ phiên trấn để tiếp sứ giả của các nước lân cận. Nước Ân nhỏ, dân chúng nghèo khó, song phí tổn cho quân đội lại lớn. Dương Tư Cung đắc hạnh do áp thuế nặng nhân dân, như thuế ruộng, hay thuế cá, muối, rau, quả, bị quốc nhân gọi là "Dương bác bì", tức Dương lột da."
Tháng 4 ÂL cùng năm, quân Ân dưới quyền tướng Trần Vọng và những người khác tiến công Phúc châu, vào thành từ khu ngoại ô phía tây, song cuối cùng bị đánh bại và phải về Ân. Sang tháng 5 ÂL, Phan Thừa Hựu thượng thư, chỉ ra 10 điều, điểm chính là:
1. Huynh đệ đánh lẫn nhau, ngược với thiên lý.
2. Trưng thu thuế nặng, bắt lao dịch vô độ.
3. Bắt dân làm binh, ép buộc họ vào quân đội khiến họ sầu oán.
4. Dương Tư Cung đoạt y phục và lương thực của dân (tức đánh thuế nặng), khiến oán giận đổ về thánh thượng, quần thần chẳng ai dám nói.
5. Cương thổ Ân nhỏ hẹp song đặt nhiều châu huyện, tăng thêm quan lại làm dân khổ sở.
6. Mở đường thu góp lương thực để đánh Đinh châu, mà lại không lo Kim Lăng (tức Nam Đường) và Tiền Đường (tức Ngô Việt) thừa dịp đánh úp.
7. Thu giữ tài sản của hộ giàu, người nhiều tiền thì được bổ nhiệm làm quan, người thiếu thuế phải chịu hình phạt.
8. Thu thuế quả, rau, cá, gạo ở các bến đò, có lợi thì ít, nhận oán giận thì rất nhiều.
9. Đường và Ngô việt là láng giềng, từ khi tức vị chưa từng thông sứ.
10. [Xây dựng] Cung thất đài tạ, trang sức vô độ.

Vương Diên Chính rất tức giận, tước quan tước của Phan Thừa Hựu và buộc người này phải về tư đệ.
Cũng trong tháng, Hoàng đế Lý Cảnh của Nam Đường khiển sứ đem thư cho Vương Hy và Vương Diên Chính, trách việc huynh đệ đánh lẫn nhau. Vương Hy viết thư đáp lại, dẫn việc Chu công diệt trừ Quản-Sái, và Đường Thái Tông giết Kiến Thành-Nguyên Cát. Vương Diên Chính thì viết thư lại chê trách họ Lý (Nam Đường) đoạt nước của họ Dương (Ngô), Lý Cảnh giận dữ và cắt đứt quan hệ với Ân.
Đến tháng 3 ÂL, Vương Hy bị các bộ tướng Chu Văn Tiến (朱文進) và Liên Trọng Ngộ sát hại. Liên Trọng Ngộ ủng hộ Chu Văn Tiến làm tân đế của Mân, diệt trừ các thành viên họ Vương tại Phúc châu. Hay tin, Vương Diên Chính khiển Thống quân sứ Ngô Thành Nghĩa (吳成義) thảo phạt Chu Văn Tiến, song không thành công. Đến tháng 11 ÂL, các sĩ quan ở Tuyền châu là Lưu Tòng Hiệu (留從效), Vương Trung Thuận (王忠順), Đổng Tư An (董思安), và Trương Hán Tư (張漢思) ám sát Thứ sử Hoàng Thiếu Pha do Chu Văn Tiến bổ nhiệm, và quy phục Ân, ủng hộ cháu của Vương Diên Chính là Vương Huân (王繼勳) làm chủ quân phủ. Tướng Trình Mô (程謨) ở Chương châu biết tin thì giết Thứ sử Trình Văn Vĩ (程文緯) do Chu Văn Tiến bổ nhiệm, lập cháu của Vương Diên Chính là Vương Kế Thành (王繼成) tạm quyền cai quản châu sự. Đinh châu thứ sử Hứa Văn Chẩn (許文稹) cũng phụng biểu thỉnh hàng Ân.
Đối mặt với việc mất quyền kiểm soát nhiều châu, vào tháng 12 ÂL, Chu Văn Tiến mộ hai vạn binh, khiển các tướng Lâm Thủ Lượng (林守諒) và Lý Đình Ngạc (李廷鍔) đem binh tiến công Tuyền châu, Vương Diên Chính khiển Đại tướng quân Đỗ Tiến (杜進) đem hai vạn binh đến cứu Tuyền châu. Lưu Tòng Hiệu giao chiến với quân Phúc châu, giết Lâm Thủ Lượng và bắt giữ Lý Đình Ngạc. Vương Diên Chính khiển Ngô Thành Nghĩa đem một nghìn chiến hạm tiến công Phúc châu, Chu Văn Tiến cầu cứu Ngô Việt. Trong khi đó, tướng Nam Đường là Tra Văn Huy (查文徽) tiến công Kiến châu, song đến khi hay tin Chương châu, Tuyền châu và Đinh châu đều quy phục Ân thì người này triệt thoái đến Kiến Dương (建陽, nay thuộc Nam Bình).
Hay tin Nam Đường tiến công, Ngô Thành Nghĩa quyết định sử dụng việc này để lừa người dân Phúc châu, Thành Nghĩa tuyên bố với họ rằng quân Nam Đường thực ra tiếp viện cho Ân tiến công Chu Văn Tiến. Ngày Ất Mùi (27) tháng 12 nhuận (12 tháng 2 năm 945), Chu Văn Tiến cầu hòa bằng cách khiển Đồng bình chương sự Lý Quang Chuẩn (李光准) dâng quốc bảo cho Vương Diên Chính. Tuy nhiên, đến ngày Đinh Dậu (29) cùng tháng, Phúc châu nam lang thừa chỉ Lâm Nhân Hàn (林仁翰) tiến hành binh biến, sau đó sát hại Liên Trọng Ngộ và Chu Văn Tiến. Lâm Nhân Hàn mở cổng thành Phúc châu nghênh Ngô Thành Nghĩa nhập thành, đem thủ cấp của Trọng Ngộ và Văn Tiến đến Kiến châu dâng Vương Diên Chính.

## Làm hoàng đế Mân
Các bầy tôi cũ của Mân cùng dâng biểu quy phục Vương Diên Chính, thỉnh ông về Phúc châu và cải quốc hiệu sang Mân. Vương Diên Chính chấp thuận cải quốc hiệu thành Mân, song do quân Nam Đường sắp tiến công nên từ chối dời đô. Vương Diên Chính khiển tụng tử là Môn hạ thị lang-Đồng bình chương sự Vương Kế Sương (王繼昌) trấn thủ Phúc châu, quản lý quân sự của nam đô, cho Hoàng Nhân Phúng (黃仁諷) làm trấn át sứ. Vương Diên Chính phát thị vệ và lưỡng quân giáp sĩ ở nam đô, quân số 15 nghìn, đến Kiến châu chống Nam Đường.
Trong khi đó, theo thỉnh cầu của Tra Văn Huy, tháng 2 năm Ất Tị (945) Lý Cảnh phái thêm vài nghìn quân tiếp viện nhằm chuẩn bị tiến công Kiến châu. Vương Diên Chính khiển Dương Tư Cung và Trần Vọng đem vạn quân kháng cự. Kết quả quân Mân thua trận, Trần Vọng bị giết, còn Dương Tư Cung buộc phải chạy về Kiến châu. Vương Diên Chính hay tin thì rất sợ hãi, triệu thêm 5000 binh từ Tuyền châu (do Đổng Tư An và Vương Trung Thuận chỉ huy) đến tăng cường phòng thủ cho Kiến châu, chuẩn bị cho một cuộc bao vây.
Hai sĩ quan ở Phúc châu là Lý Nhân Đạt và Trần Kế Tuần (陳繼珣) quay sang chống Vương Diên Chính từ trước, đến tháng 3 ÂL, họ ngầm vào thành Phúc châu thuyết phục tướng Hoàng Nhân Phúng tham gia nổi dậy chống Vương Diên Chính. Họ tiến hành ám sát Vương Kế Sương và Ngô Thành Nghĩa, rồi lập một tăng nhân là Trác Nham Minh làm hoàng đế. Vương Diên Chính biết tin thì cho tiêu diệt người nhà của Hoàng Nhân Phúng, mệnh Thống quân sứ Trương Hán Chân (張漢真) đem 5 nghìn thủy quân hội với quân Chương châu và Tuyền châu thảo phạt chế độ Phúc châu. Tháng 7 ÂL, có người nói rằng viện binh Phúc châu tại Kiến châu âm mưu làm phản, do vậy Vương Diên Chính tịch thu áo giáp và binh khí của họ, đuổi họ về, song cho phục binh ở nơi hiểm trở mà giết hết, có đến hơn tám nghìn người chết, đem thịt họ về để ăn. Vương Diên Chính khiển sứ phụng biểu xưng thần với Ngô Việt, thỉnh làm nước phụ dung để cầu cứu. (Tại Phúc châu, Lý Nhân Đạt vu cáo Hoàng Nhân Phúng và Trần Kế Tuần mưu phản Trác Nham Minh rồi giết chết, đến tháng 5 ÂL lại ám sát Trác Nham Minh, đoạt lấy quyền lực và xưng là Uy Vũ lưu hậu, quy phục trên danh nghĩa cả Nam Đường và Hậu Tấn.)
Ngày Đinh Hợi (24) tháng 8 năm Ất Tị (2 tháng 10 năm 945), Tiên phong kiều đạo sứ Vương Kiến Phong (王建封) leo lên thành, cuối cùng chiếm được Kiến châu, Vương Diên Chính đầu hàng.

## Thần dân của Nam Đường
Tháng 10 ÂL, Vương Diên Chính bị giải đến kinh thành Kim Lăng của Nam Đường, được Lý Cảnh ban cho chức Vũ Lâm đại tướng quân. Lý Cảnh cho trảm Dương Tư Cung để tạ người dân Kiến châu. Lý Cảnh bổ nhiệm Bách Thắng tiết độ sứ Vương Sùng Văn làm Vĩnh An tiết độ sứ, có trị sở tại Kiến châu, để cai quản lãnh thổ Mân do Vương Diên Chính nắm giữ trước đó, gồm cả những châu đương thời quy phục Nam Đường là Định châu, Tuyền châu và Chương châu.
Năm Đinh Mùi (947), Lý Cảnh bổ nhiệm Vương Diên Chính làm An Hóa tiết độ sứ, phong cho ông tước tước Bà Dương vương, cho trấn giữ Nhiêu châu.
Năm Tân Hợi (951), Lý Cảnh bổ nhiệm Vương Diên Chính làm Sơn Nam Tây đạo tiết độ sứ — một chức vụ hoàn toàn mang tính tượng trưng do Sơn Nam Tây đạo đương thời nằm dưới sự quản lý của Hậu Thục. Lý Cảnh cũng phong cho Vương Diên Chính tước Quang Sơn vương. Vương Diên Chính qua đời không lâu sau đó. Ông được truy phong là Phúc vương, truy thụy là Cung Nghĩa.